# Parafia św. Stanisława Kostki w Rodowie
Parafia św. Stanisława Kostki w Rodowie – parafia rzymskokatolicka w diecezji elbląskiej. Erygowana ok. 1300 roku, reerygowana 15 stycznia 1981 roku przez biskupa warmińskiego Józefa Glempa.
Na obszarze parafii leżą następujące miejscowości z gminy Prabuty: Rodowo, Rodowo Małe, Gdakowo, Antonin, Górowychy Małe, Górowychy, Kamienna, Rumunki oraz Stążki w gminie Mikołajki Pomorskie.

## Proboszczowie
- ks. Wiesław Rodzewicz (1981–1990)
- ks. Waldemar Dylewski (1990–2002)
- ks. Dariusz Polak (2002–2015)
- ks. dr Andrzej Mamajek (od 2015)